# The Album (álbum de The Firm)
Nas, Foxy Brown, AZ, and Nature Present The Firm: The Album es el único LP grabado por el supergrupo The Firm, formado por los raperos neoyorquinos Nas (haciéndose llamar Nas Escobar), Foxy Brown, AZ y Nature. El álbum fue grabado desde noviembre de 1996 a agosto de 1997. En la semana del 8 de noviembre de 1997, el álbum debutó en el puesto #1 del conteo estadounidense Billboard Hot 200, convirtiéndose en el primer número #1 para Foxy Brown, AZ y Nature, mientras a lo que NAS, el álbum se convirtió en el segundo en la cima del conteo. 
El álbum pasó 22 semanas dentro del chart, y 2 semanas consecutivas dentro del Top 10 del Hot 200. Foxy Brown se convirtió en la primera rapera Femenina en conseguir el #1 con un álbum. Semanas después del lanzamiento fue certificado disco de oro por la RIIA, tras exceder 500 000 copias en Estados Unidos.

## Lista de canciones
1. "Intro"
2. "Firm Fiasco" (Producido por Dr. Dre)
3. "Phone Tap Intro"
4. "Phone Tap" (feat. Dr. Dre) (Producido por Dr. Dre)
5. "Executive Decision" (Producido por Curt Gowdy)
6. "Firm Family" (feat. Dr. Dre) (Producido por Dr. Dre)
7. "Firm All Stars" (feat. Pretty Boy) (Producido por Trackmasters)
8. "Fuck Somebody Else Intro"
9. "Fuck Somebody Else" (Producido por Dr. Dre)
10. "Hardcore" (Producido por Trackmasters)
11. "Untouchable" (feat. Wizard) (Producido por Dr. Dre)
12. "Five Minutes To Flush Intro"
13. "Five Minutes To Flush" (Producido por Dr. Dre)
14. "Desparados Intro"
15. "Desparados" (feat. Canibus) (Producido por Curt Gowdy)
16. "Firm Biz" (feat. Dawn Robinson) (Producido por L.E.S.)
17. "I'm Leaving" (feat. Noreaga) (Producido por Trackmasters)
18. "Throw Your Guns" (feat. Half-a-Mil) (Producido por Trackmasters)

- Datos: Q1965559